# Турда (Тулћа)
Турда (рум. Turda) насеље је у Румунији у округу Тулћа у општини Михај Браву. Oпштина се налази на надморској висини од 18 m.

## Становништво
Према подацима из 2002. године у насељу је живело 1260 становника, од којих су сви румунске националности.